# Строккюр
64°18′46″ пн. ш. 20°18′03″ зх. д. / 64.31269° пн. ш. 20.30078° зх. д.
Строккюр (ісл. Strokkur) — гейзер фонтанного типу, розташований у геотермальній зоні Хейкадалюр біля річки Квітау в регіоні Судурланд у південно-західній частині Ісландії, на схід від Рейк'явіка.

## Географія
Температура води гейзера підвищується на 1 °C зі зниженням глибини на кожні 20 см. На відносно невеликій глибині температура води досягає точки кипіння, і пара виштовхує її на поверхню.
Строккюр знаходиться лише за 50 метрів на південь від гейзера Гейсира, але на відміну від Гейсира, який діє дуже рідко і може перебувати в бездіяльності кілька років, Строккюр вивергається кожні 6-10 хвилин, випускаючи вертикальний стовп гарячої води і пари на висоту 15-20 метрів, хоча іноді він може вивергатися на висоту до 40 метрів. Іноді гейзер може швидко вивергатися до трьох разів поспіль.

## Галерея

Строккюр
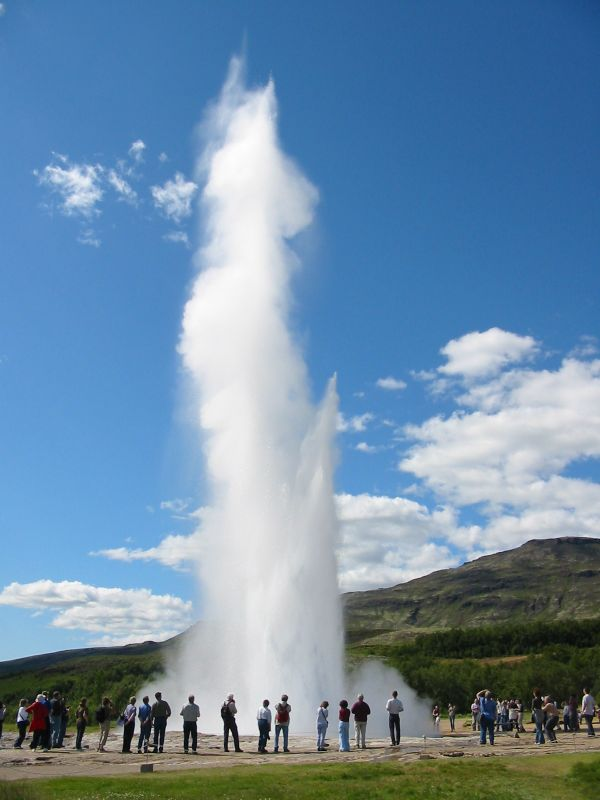
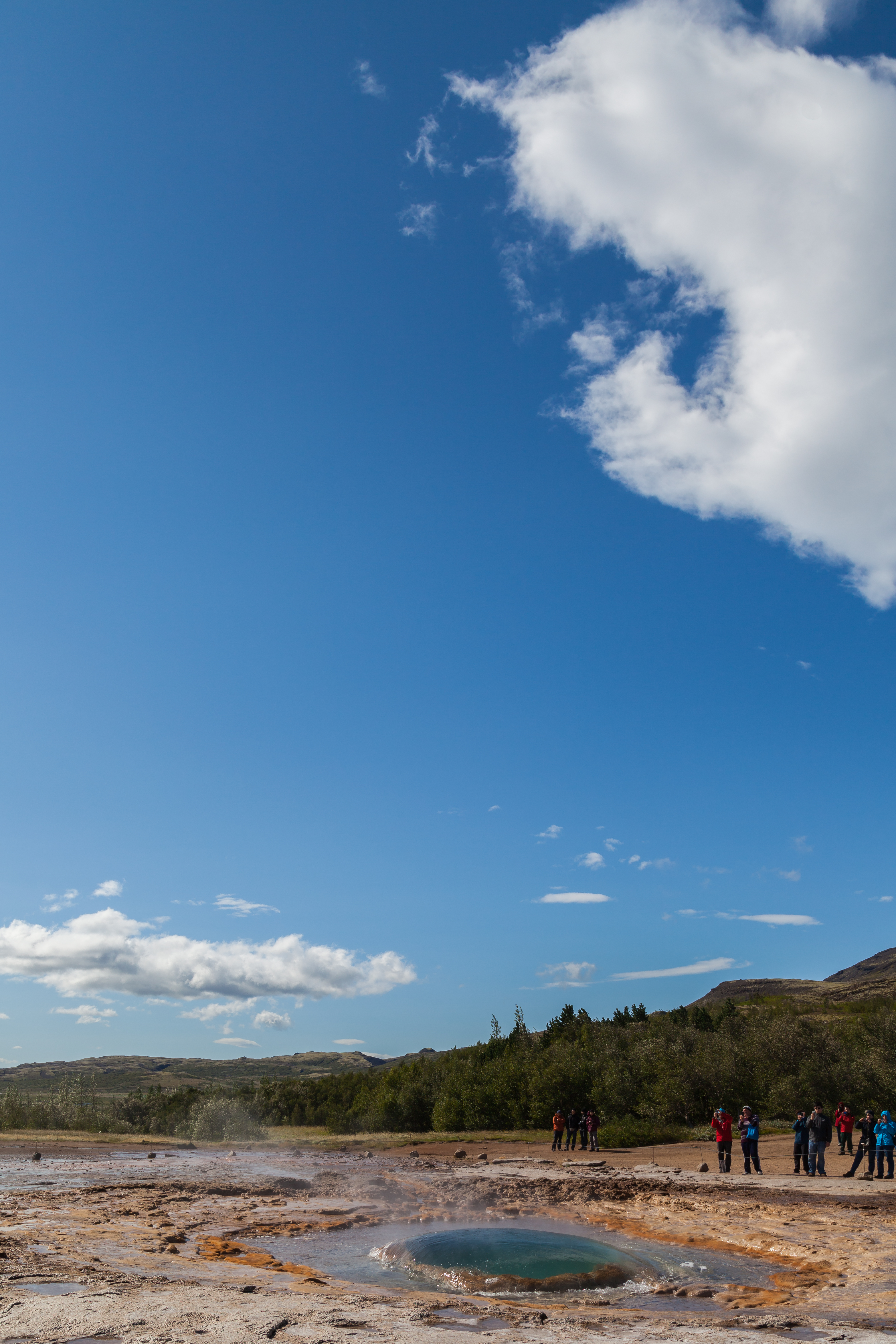
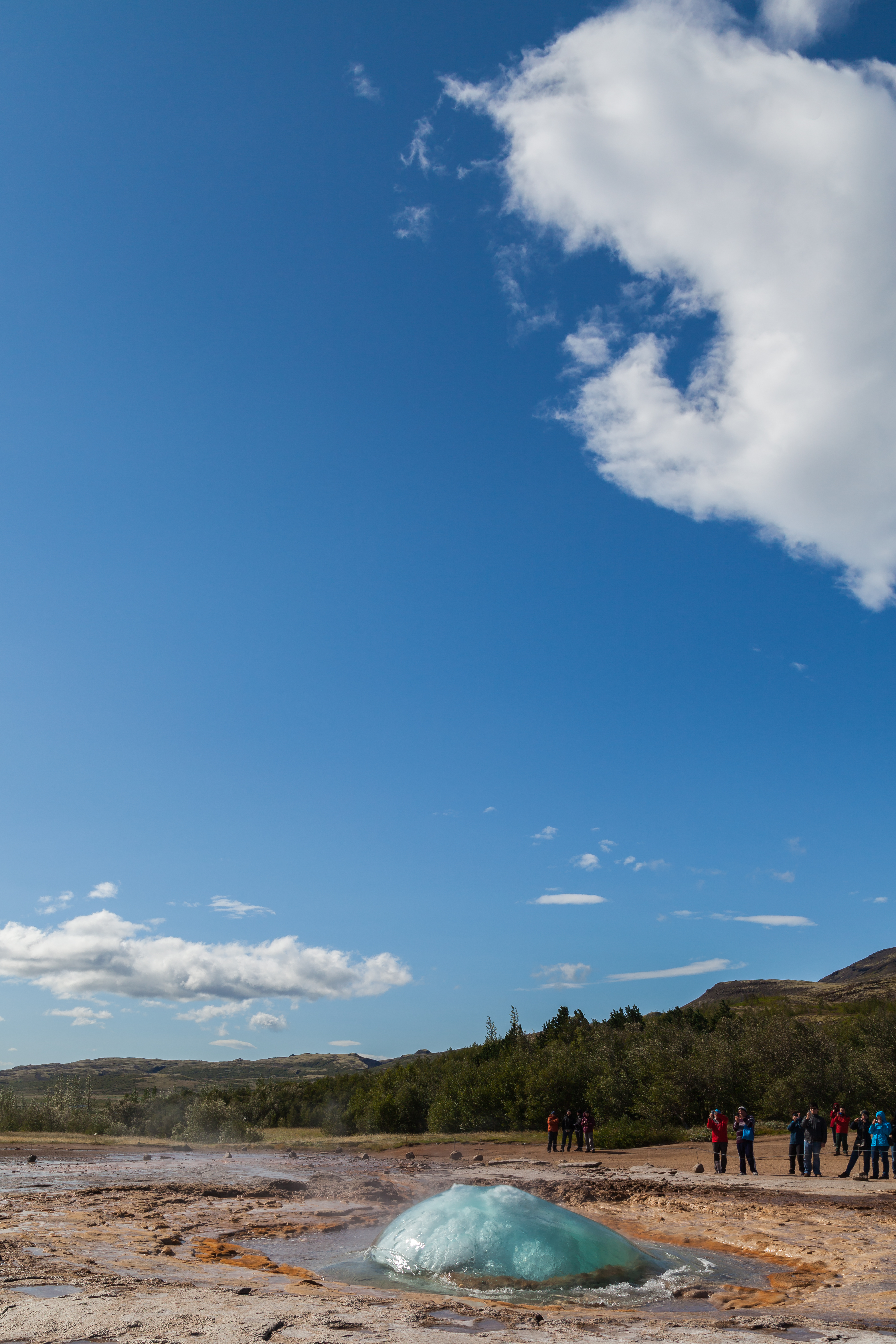
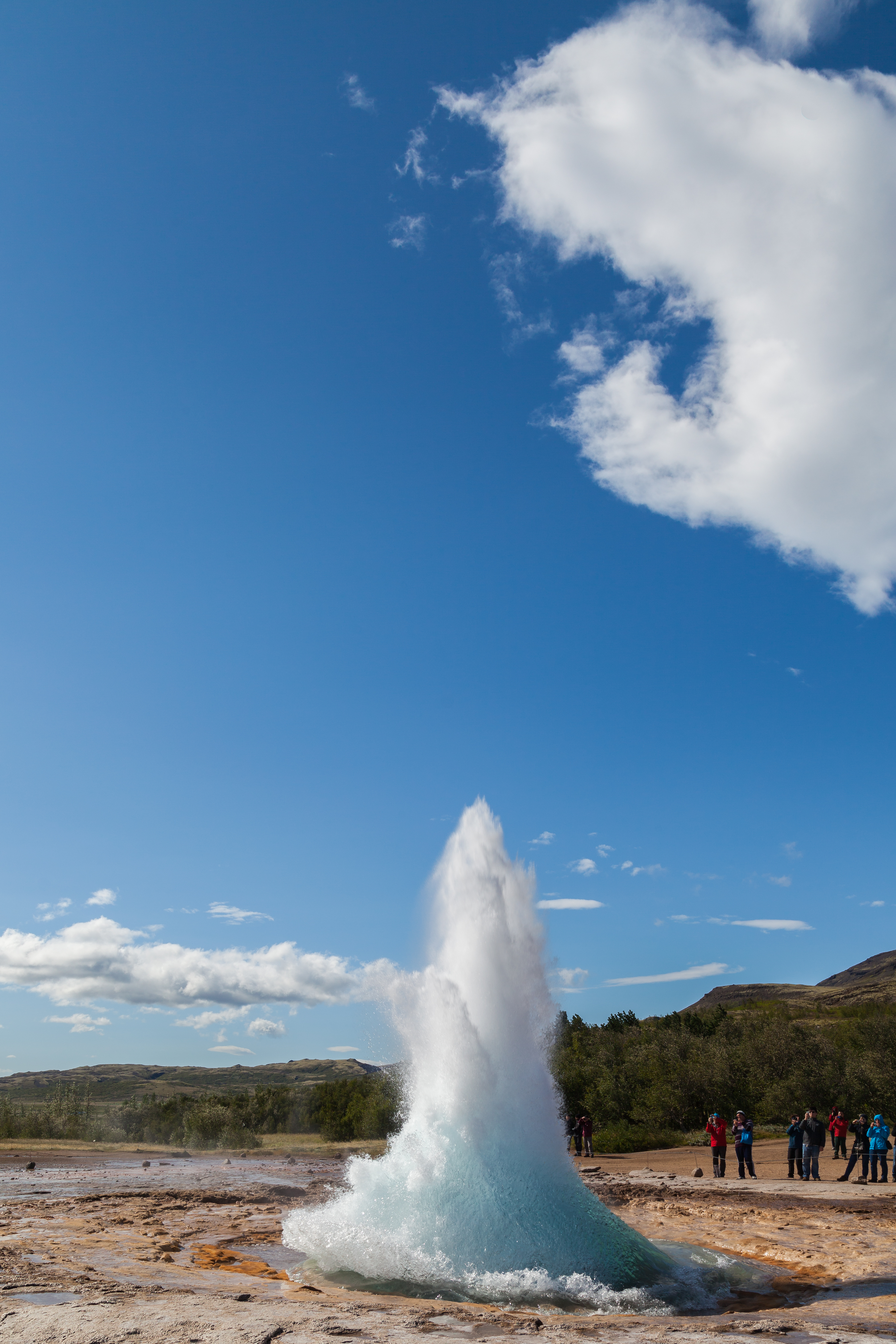
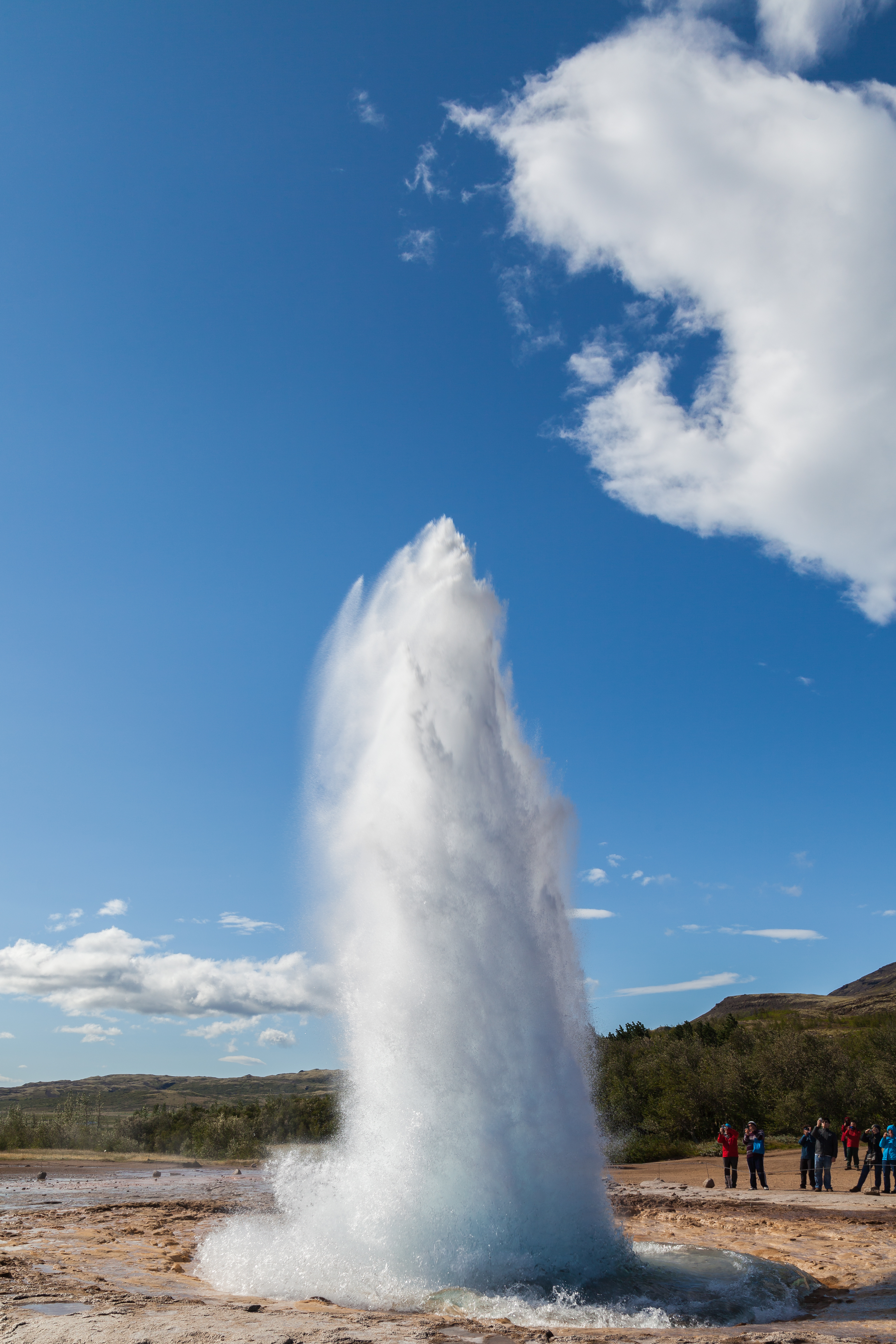
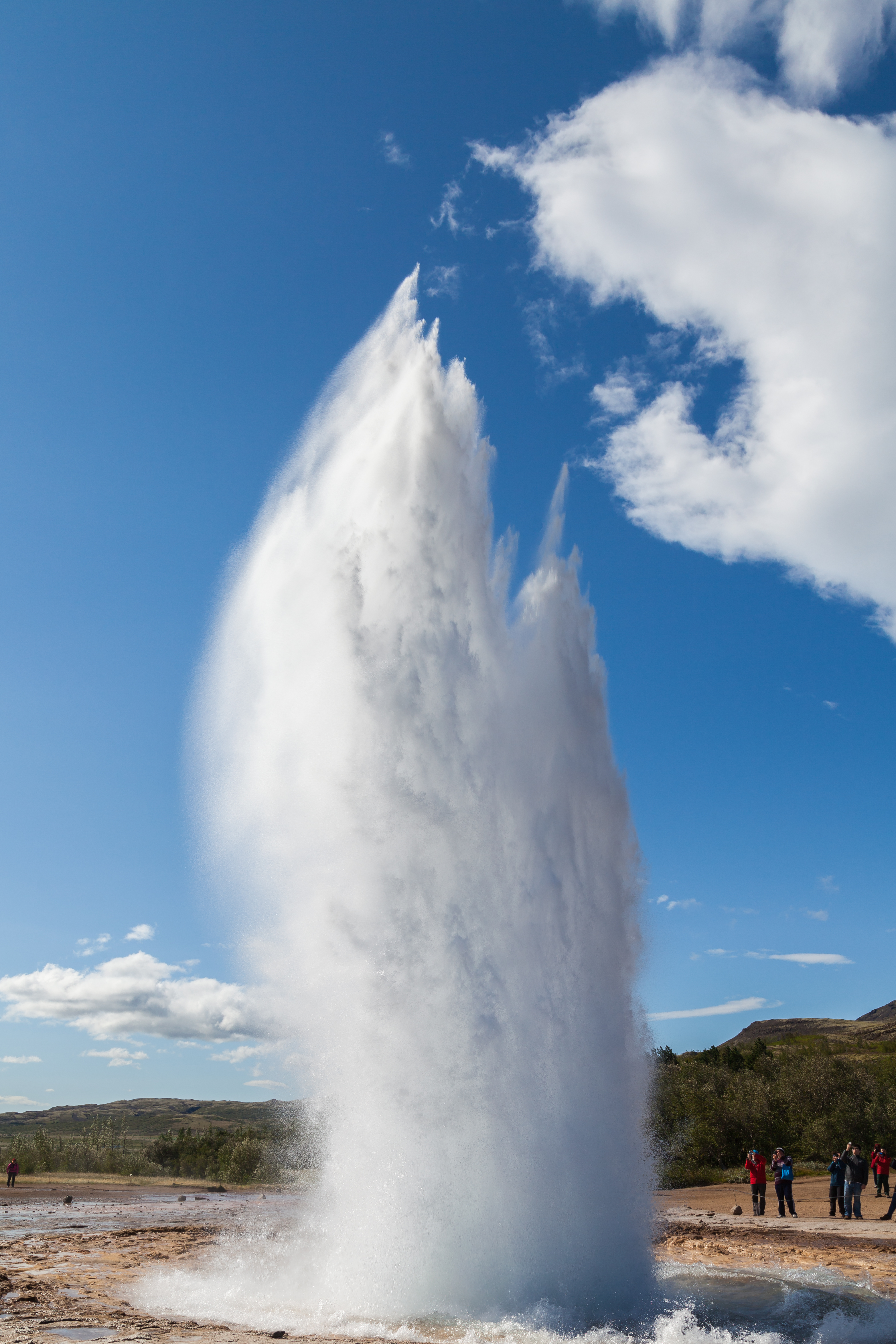
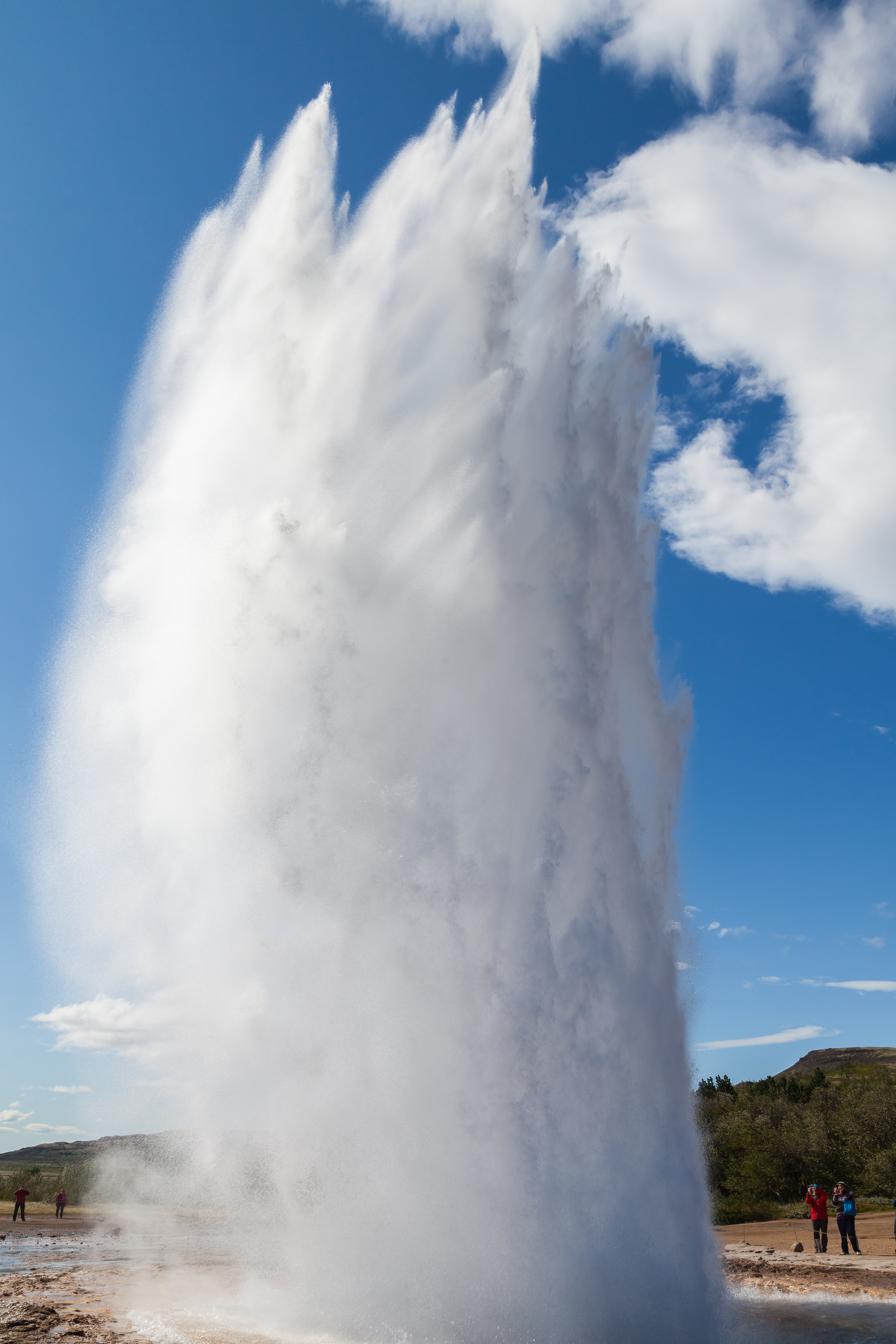
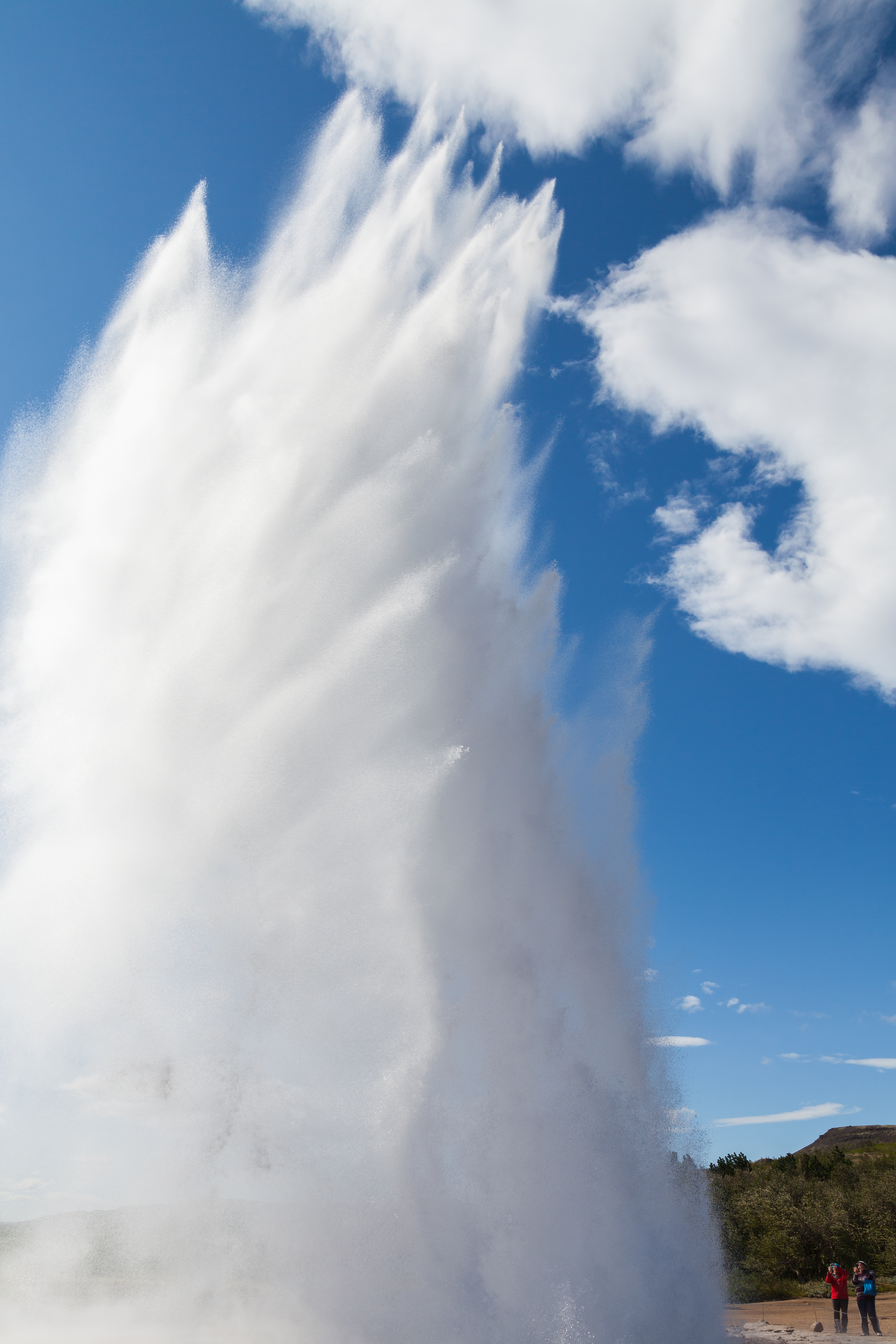
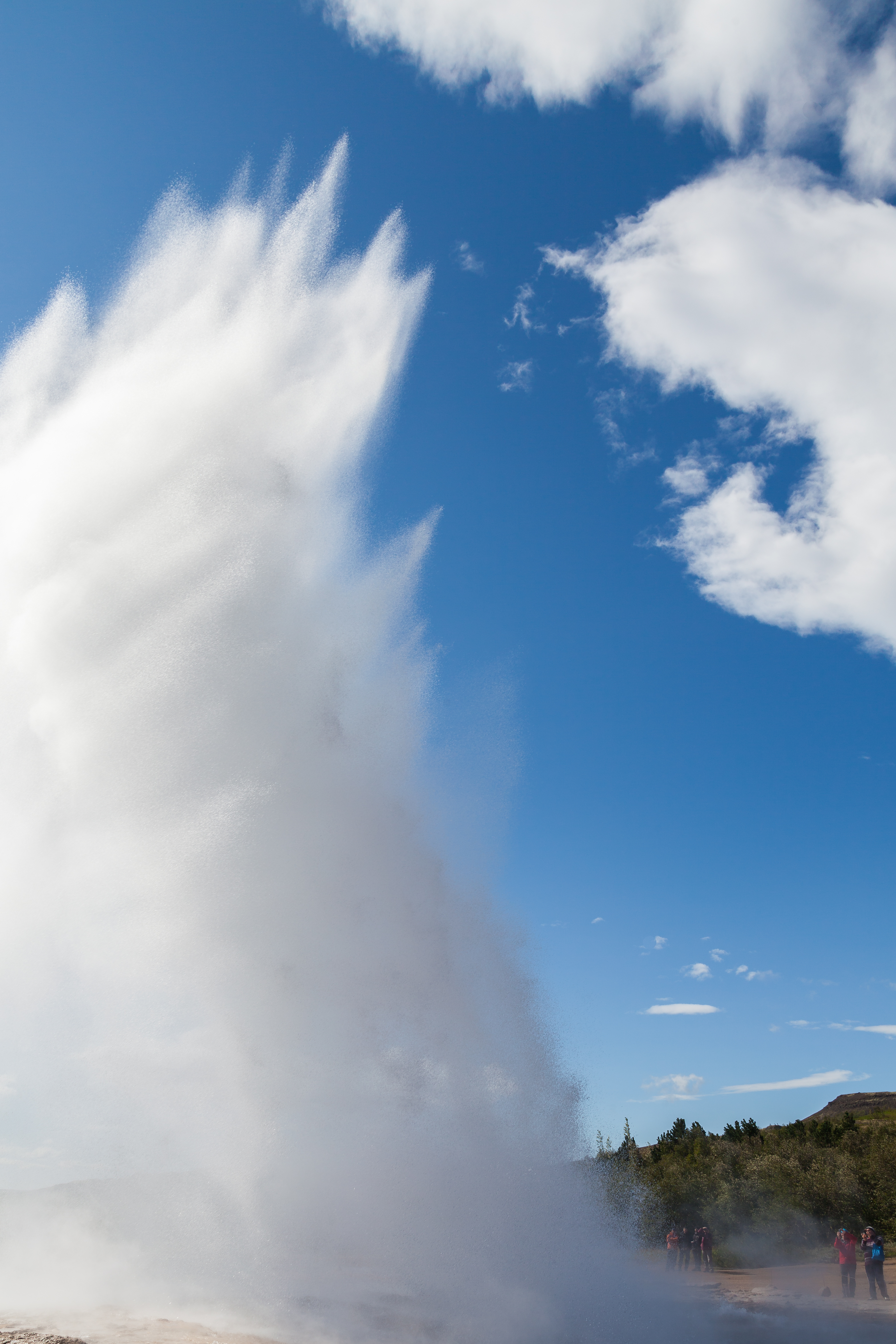

- Відео виверження Строккюра